# Pokropka
Pokropka (Halyzia) – rodzaj chrząszczy z rodziny biedronkowatych.
Chrząszcze o lekko przypłaszczonym, owalnym w zarysie ciele, z wierzchu, włącznie z oczami, nagim, nieowłosionym. Długość czułków jest większa niż głowy. Oczy są mniejsze niż u podobnego Macroilleis. Narządy gębowe mają na każdej żuwaczce dwa zęby, z których dolny jest zaopatrzony w kilka mniejszych ząbków. Głaszczki szczękowe mają ostatni z członów słabo rozszerzony. Przedplecze jest poprzeczne, słabo wypukłe, najszersze w pobliżu podstawy, w tylnych kątach zaokrąglone, nie przylega ściśle do nasady pokryw. Epipleury pokryw są równej szerokości, tylko nieco ku wierzchołkowi zwężone i tam ścięte. Przedpiersie ma kształt litery T. Śródpiersie ma przednią krawędź obrzeżoną na całej długości. Pierwszy z widocznych sternitów odwłoka jest stosunkowo krótki, nieco tylko dłuższy od kolejnego i ma bardzo słabo zaznaczone, ćwierćkoliste linie udowe. Genitalia samca cechują się obecnością flagellum na szczycie syfonu.
Zarówno owady dorosłe jak i ich larwy są mykofagami. Ich pokarmem są różne drobne grzyby np. z rzędu mączniakowców. Jedyny gatunek występujący w Polsce, pokropka wysączka, żeruje na Podosphaera mors-uvae i Phyllactinia suffulta.
Takson ten wprowadził w 1846 roku Étienne Mulsant. Do rodzaju tego należą gatunki:
- Halyzia dejavu Poorani & Booth, 2006
- Halyzia feae Gorham, 1895
- Halyzia ichiyanagii Kitano, 2019
- Halyzia nepalensis Canepari, 2003
- Halyzia sanscrita Mulsant, 1853
- Halyzia sedecimguttata (Linnaeus, 1758) – pokropka wysączka
- Halyzia straminea (Hope in Gray, 1831)
- Halyzia tschitscherini Semenow, 1895